# Manuel Caballero
Pour les articles homonymes, voir Caballero.
Manuel Caballero Martínez, né le 29 janvier 1971 à Albacete (Espagne), est un matador espagnol.

## Présentation

### Carrière
- Débuts en novillada sans picadors : Hervás (Espagne, province de Cáceres) le 1er juillet 1982. Il avait pris comme apodo « Manolete ».
- Débuts en novillada avec picadors : 6 mars 1988.
- Présentation à Madrid : 25 mars 1990. aux côtés de Ramon Escudero et « El Madrileño ». Novillos de la ganadería de Alejandro Vásquez.
- Alternative : Nîmes (France, département du Gard), le 20 septembre 1991. Parrain, Dámaso González ; témoin, Jesulín de Ubrique. Taureaux de la ganadería de Jandilla.
- Confirmation d’alternative à Madrid : 19 mai 1992. Parrain, « Manzanares » ; témoin, Roberto Domínguez. Taureaux de la ganadería de José Antonio Garzón
- Confirmation d’alternative à Mexico : 2 novembre 1997. Parrain, Rafael Ortega ; témoin, Fernando Ochoa. Taureaux de la ganadería des héritiers de Manuel Martínez et Marcos Garfias.